# Caddella
Caddella is een geslacht van hooiwagens uit de familie Caddidae.
De wetenschappelijke naam Caddella is voor het eerst geldig gepubliceerd door Hirst in 1925. 

## Soorten
Caddella omvat de volgende 4 soorten:
- Caddella africana
- Caddella capensis
- Caddella croeseri
- Caddella spatulipilis